# Нове Мотуле
Нове Мотуле (пол. Nowe Motule) — село в Польщі, у гміні Філіпув Сувальського повіту Підляського воєводства.
Населення — 182 особи (2011).
У 1975-1998 роках село належало до Сувальського воєводства.

## Демографія
Демографічна структура станом на 31 березня 2011 року:
|          | Загалом | Допрацездатний вік | Працездатний вік | Постпрацездатний вік |
| -------- | ------- | ------------------ | ---------------- | -------------------- |
| Чоловіки | 96      | 32                 | 52               | 12                   |
| Жінки    | 86      | 21                 | 47               | 18                   |
| Разом    | 182     | 53                 | 99               | 30                   |